# Kowalstwo w Giumri
Kowalstwo w Giumri – rodzaj tradycyjnego rzemiosła praktykowanego w mieście Giumri, w prowincji Szirak, w północno-zachodniej Armenii.
W 2023 roku podczas odbywającej się w Kasane, w Botswanie 18. sesji Międzyrządowego Komitetu ds. Ochrony Niematerialnego Dziedzictwa Kulturowego tradycja kowalstwa w Giumri wpisana została na listę reprezentatywną niematerialnego dziedzictwa kulturowego UNESCO. Nazwa wpisu w języku angielskim to Tradition of blacksmithing in Gyumri, zaś w języku ormiańskim – Giumrii darpnutian awandujty (Գյումրիի դարբնության ավանդույթը).

## Charakterystyka

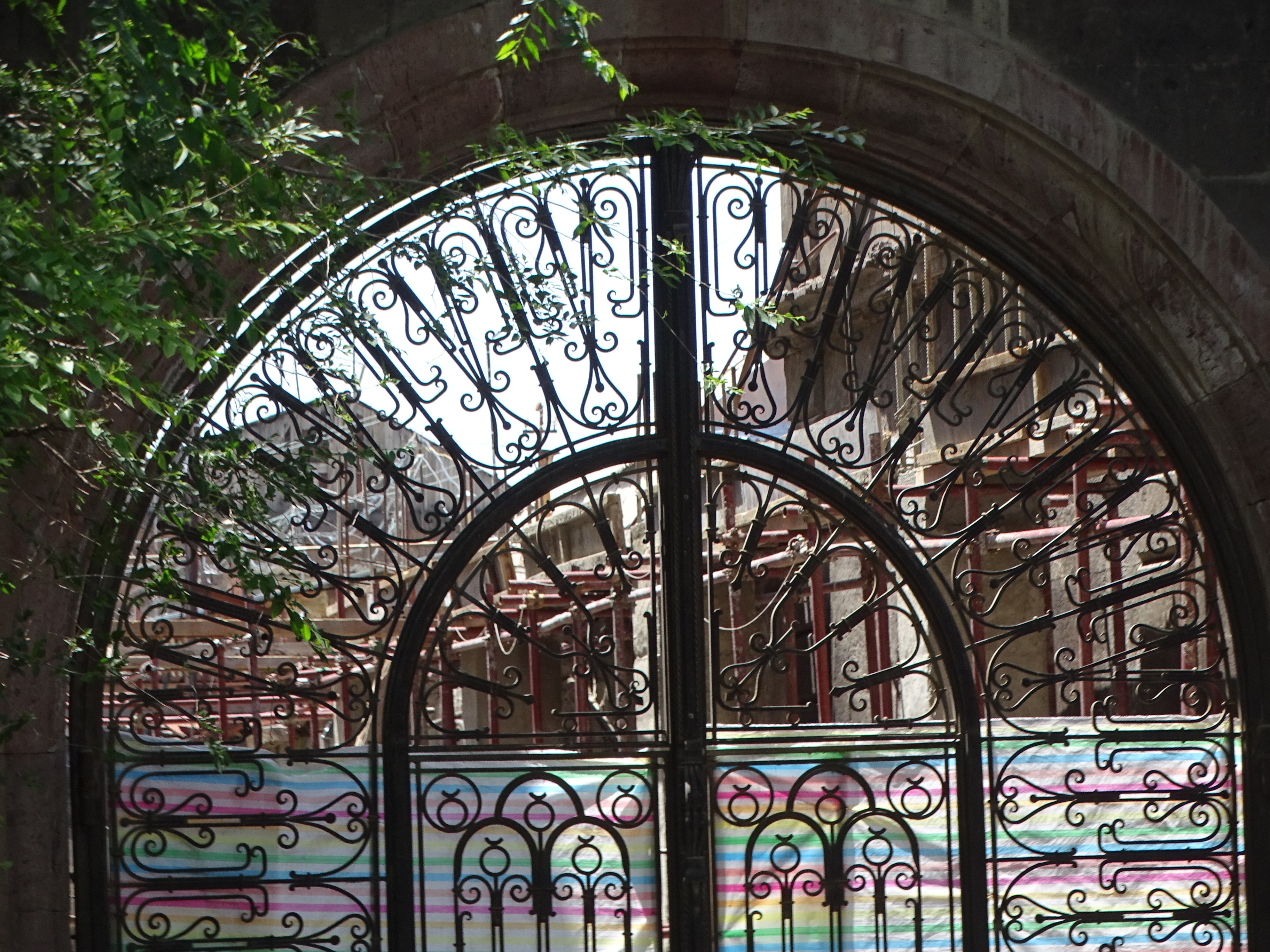
Detale jednej z żelaznych bram w mieście (2015)

Kowalstwo historycznie było w Armenii rzemiosłem popularnym i powszechnie wykonywanym. Z czasem jednak, wraz z industrializacją i postępem technologicznym, praktyka ta stawała się stopniowo wypierana z życia Ormian i w latach 60. i 70. XX wieku niemal zupełnie zanikła na terenie tego kraju. Pojedyncze kuźnie do dziś funkcjonują m.in. w Erywaniu, Asztaraku i Sisjanie, jednak są one zmodernizowane, a ich działalność nie ma już charakteru tradycyjnego rzemiosła. Na wsiach kowalstwo zanikło zupełnie.
Jedynym miejscem, gdzie kowalstwo przetrwało – nie tylko jako sztuka rzemieślnicza, ale również ważny element codziennego życia lokalnej społeczności – jest miasto Giumri położone w prowincji Szirak, w północno-zachodniej części Armenii. Mieszkańcy miasta nie tylko zachowują wyroby dawnych rzemieślników, takie jak kraty okienne, ogrodzenia, bramy, drzwi, świeczniki czy żyrandole, ale także wciąż zamawiają i wykorzystują w swoim codziennym życiu produkty z żelaza wykonywane ręcznie. Tradycyjne wyroby obecne są w zarówno w domach prywatnych, jak i w instytucjach oraz w przestrzeni publicznej.
Kowalstwo w Giumri różni się od dawnego kowalstwa wiejskiego oraz od kowalstwa w innych miastach tym, że zawsze kładziono w nim duży nacisk na walory artystyczne wytwarzanych produktów i ich estetyczny wygląd.

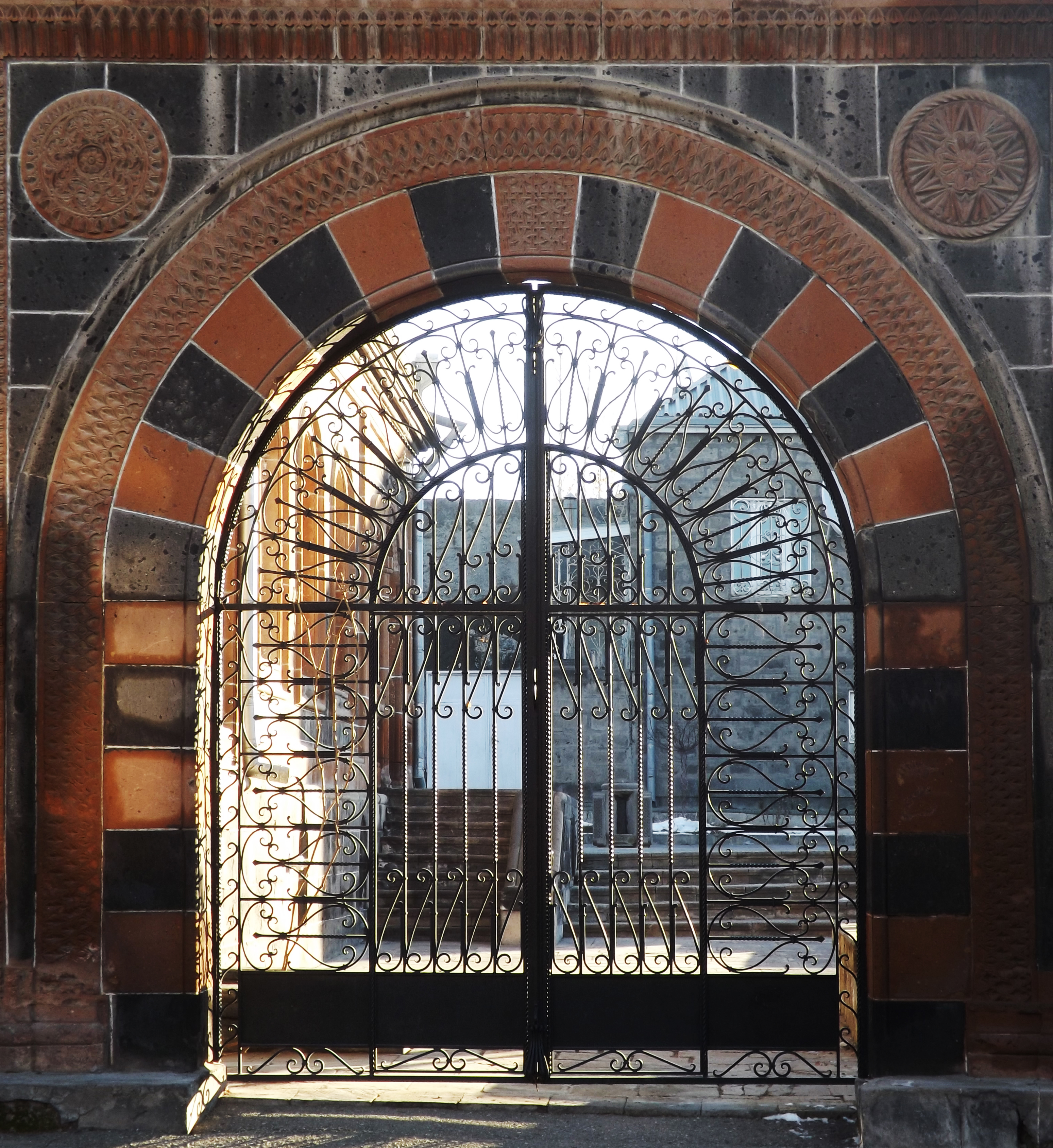
Brama do Dom-muzeum Howhannesa Sziraza w Giumri (2012)

Aktywną rolę w ochronie i transmisji tradycji kowalstwa w Giumri oraz wiedzy o jego historii odgrywają kowale, z których część należy już do 5. lub 6. pokolenia mistrzów tego fachu. Najdłużej tym rzemiosłem zajmują się przedstawiciele rodzin Papojan, Martirosjan i Mnojan, którzy swoje umiejętności i indywidualny styl przekazują z pokolenia na pokolenie swoim dzieciom i wnukom. Naukę rzemiosła rozpoczynają chłopcy w wieku 8–10 lat, którzy pomagają swym ojcom w pracach niewymagających sił fizycznej. Z czasem powierza się im coraz bardziej zaawansowane zadania i ok. 17.–18. roku życia mogą oni wykonywać główne etapy procesu produkcji. W wieku 20–22 lat młodzi kowale mogą podejmować indywidualną pracę, a po 25. roku życia mogą pracować jako samodzielni mistrzowie. Otrzymaniu statusu mistrza kowalskiego tradycyjnie towarzyszy specjalna ceremonia.
Wiedza o lokalnym kowalstwie przekazywana i promowana jest również w sposób formalny, za pośrednictwem muzeów oraz dwóch wyspecjalizowanych instytucji edukacyjnych – Państwowej Akademii Sztuk Pięknych Armenii (oddział w Giumri) oraz Wyższej Szkoły Rzemiosła nr 1. W obu kowalstwo i artystyczna obróbka metalu stanowią główne dziedziny nauczania.
Choć przez wieki w sztuce kowalstwa dominowali mężczyźni, to od lat 70. XX wieku tendencja ta zaczęła się zmieniać i np. w rodzinie Papojan kobiety wspierały w pracy w kuźniach swoich mężów i ojców.

## Galeria

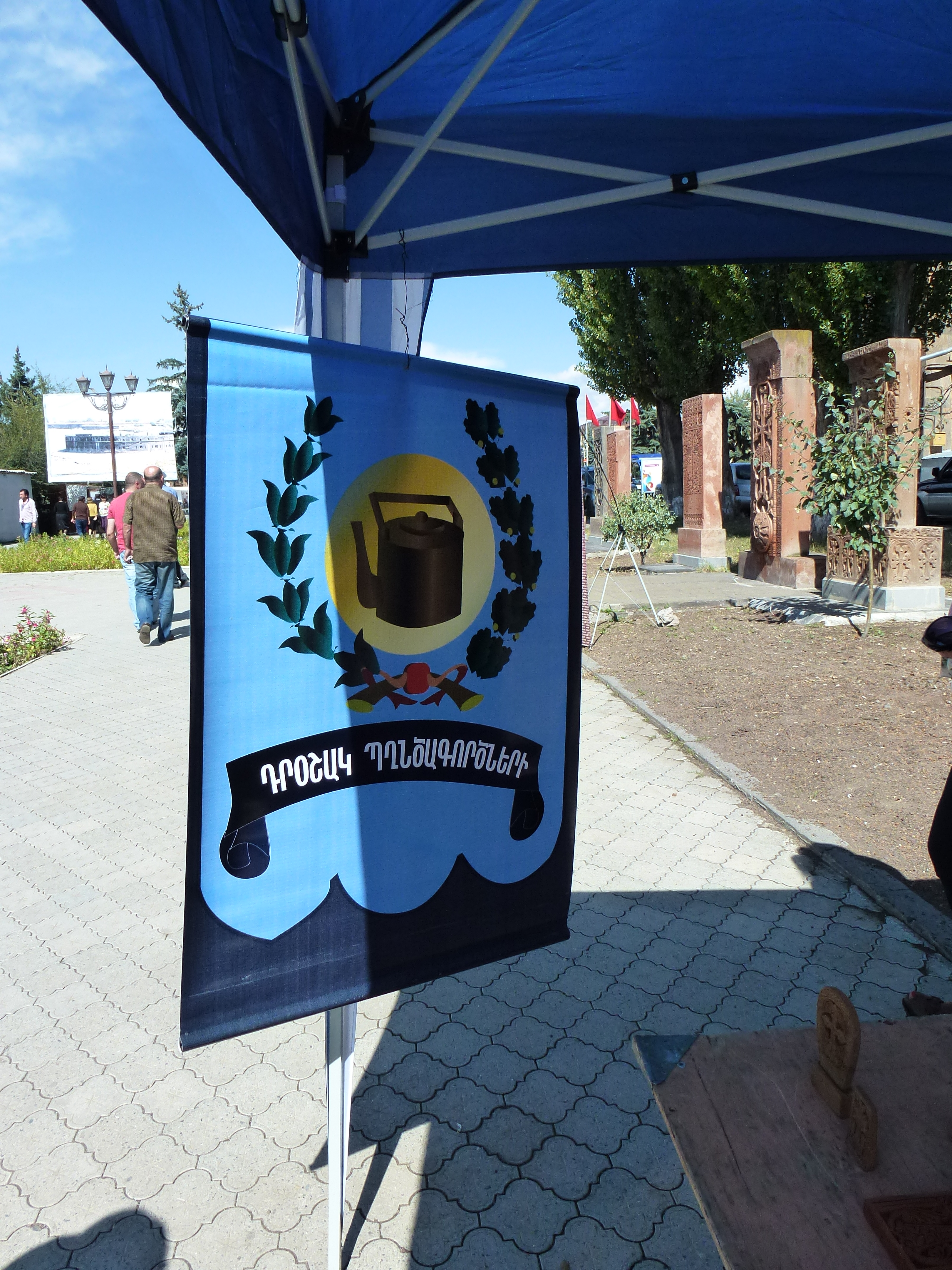
Sztandar cechu kowali w Giumri (2013)
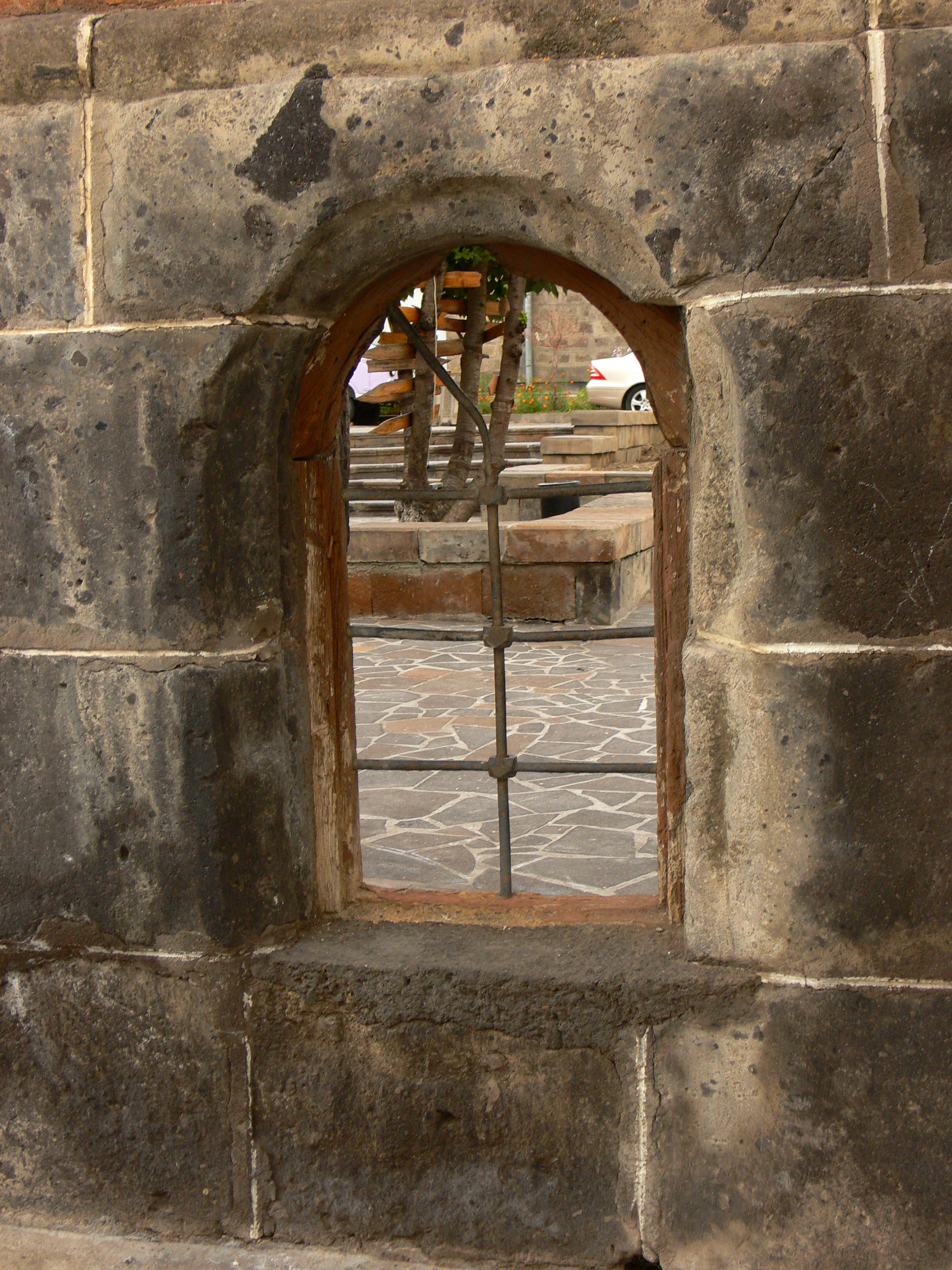
Żelazna krata w oknie Domu-muzeum Howhannesa Sziraza (2019)
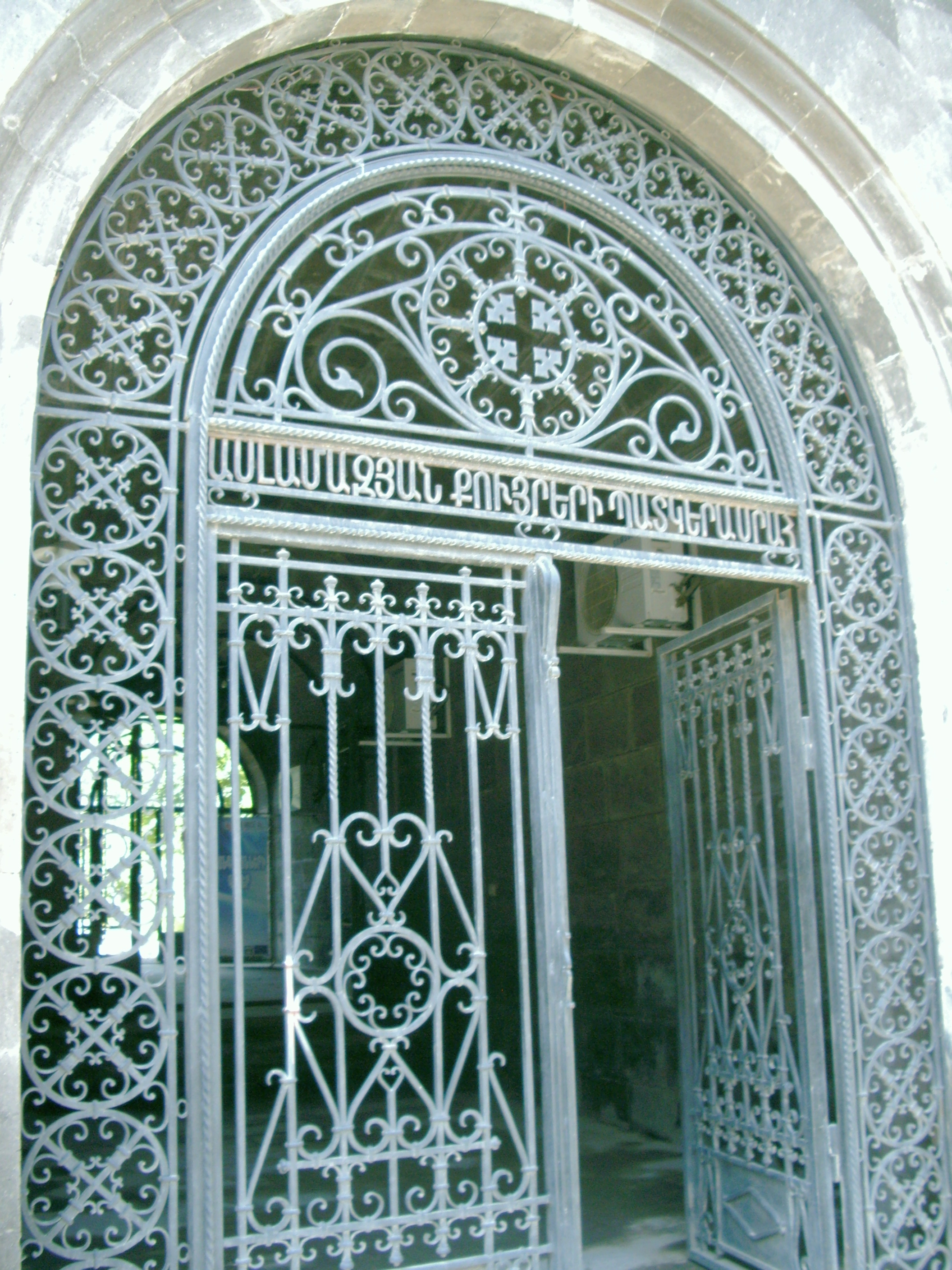
Brama do Galerii Sióstr Aslamazjan(inne języki) (2012)
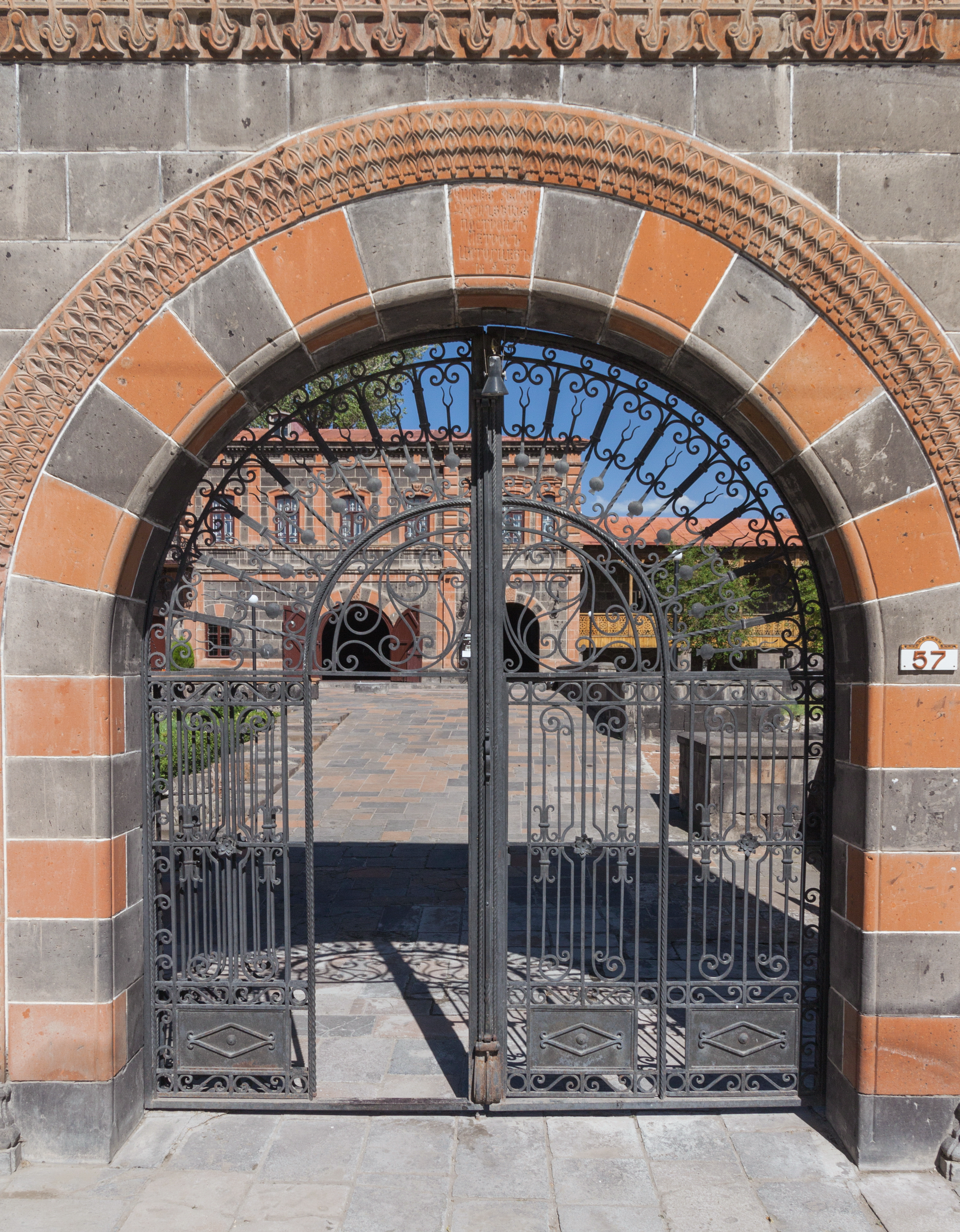
Brama do Muzeum Życia Miejskiego i Architektury Narodowej – Domu-muzeum Dzitoghcjana(inne języki) (2014)